# 伊勢市立城田中学校
伊勢市立城田中学校（いせしりつきだちゅうがっこう）は、三重県伊勢市粟野町にある公立中学校である。

## 概要
- 生徒数は200人程度、伊勢市内の中学校としては小規模である。
- 校地面積：14,049m2
- 運動場：面積 7,850m2
- 校舎:3階建 面積 2,557m2（面積はクラブハウス、体育倉庫、給食室を含む）
- 体育館：862m2
- プール：25m×5コース

## 沿革
- 1947年5月8日 - 城田村立城田中学校が創立する。
- 1947年6月1日 - 下外城田村立下外城田中学校が創立する。
- 1948年6月1日 - 城田中学校と小俣町立小俣中学校が合併し小城中学校となる。
- 1949年4月1日 - 小城中学校が解散、下外城田中学校と城田中学校が合併し下外城田村城田村学校組合立城下中学校となる。
- 1953年9月7日 - 校舎が新築落成する。
- 1955年1月1日 - 城田村が伊勢市に編入されたのに伴い伊勢市度会郡下外城田村学校組合立城下中学校と改称する。
- 1956年9月30日 - 下外城田村が玉城町に編入され伊勢市度会郡玉城町学校組合立城下中学校と改称する。
- 1963年4月1日 - 城下中学校が解散し伊勢市立城田中学校となる。旧下外城田村の生徒は玉城町立玉城中学校に通学することとなる[1]。
- 1972年7月18日 - プールが完成する。
- 1972年11月10日 - 新校舎が完成、創立記念日を11月11日に変更する。
- 1975年3月22日 - 屋内運動場が完成する。
- 2005年4月1日 - 3学期制から2学期制に移行する。

## 特筆事項
- 2005年11月1日の伊勢市、度会郡二見町、小俣町、御薗村の新設合併により新しい伊勢市が発足する以前は、旧伊勢市内の中学校の中で唯一、学校給食を実施していた。
- 伊勢市の給食制度が変更されるにあたり、給食が一時休止されたが、2008年の秋より再開、現在では伊勢市内のすべての中学校で給食が行われている。

## 通学区
宮川西岸に位置する。城田小学校区と一致する。
- 上地町
- 粟野町
- 川端町
- 中須町
- 小俣町宮前（地番により、小俣小学校との選択可能）

※伊勢市立の小学校及び中学校の就学すべき学校の指定に関する規則による。

## 周辺
- 伊勢市立城田小学校
- 尾崎咢堂記念館

## 交通アクセス
- 伊勢自動車道 玉城インターチェンジから約5.9km
- 三重県道37号鳥羽松阪線 「度会橋西詰」交差点から約1.4km
- JR東海 参宮線 宮川駅下車約2.3km、徒歩約29分
- 三交伊勢志摩交通バス 伊勢市駅前 旧三交百貨店バスターミナル6番のりばより「玉城町役場」行き乗車、「坂東」バス停下車約350m、徒歩約5分